# 危険なレッスン
『危険なレッスン』（きけんなレッスン）は、1986年に日本で発売されたアダルトビデオ作品。

## 解説
- この作品は、主演した天地真理が、にっかつロマンポルノ『魔性の香り』に出演した後に発表されたもので、キャッチフレーズは、「天地真理 唯一のビデオ生撮り作品」である。
- 作品中、天地はセックスシーンだけでなく、自慰シーンにも挑戦している。

## あらすじ
- 天地扮するピアノ教師と、教え子の男子生徒とのアバンチュールを描いている。

## キャスト
- 涼子（ピアノ教師）: 天地真理

これ以外のキャストは不明。

## スタッフ
- 監督: 渡辺優
- 音楽:馬飼野康二ほか